# 何乃瑩
何乃瑩，字润夫，一字梅叟，山西省霍州直隸州靈石縣人，清朝政治人物。

## 生平
光緒六年（1880年），参加庚辰科殿試，登進士二甲第77名。同年五月，改翰林院庶吉士。光緒九年四月，散館，著以部属用。历官工部都水司主事，营膳司员外郎。改山东道监察御史，历迁内阁侍读学士，奉天府丞兼学政，顺天府府尹。官至都察院左都御史。
著作有《靈樵仙館詩草》。

## 家族
外孫李方桂，語言學家。